# ユダ・アッコ
ユダ・アッコ、ユダ・アコとの表記もある（Yuda Acco、Yuda Akoとの表記もある）は、アメリカ合衆国のプロダクションデザイナー、アートディレクター、セット・デコレーター。

## 概要
イスラエル出身。1971年にアメリカ合衆国に移住。同年にプラット・インスティテュートに入学し、1976年にコミュニケーションデザインの学位を取得し卒業。卒業後、デザイナーとしての活動を開始し、ヨーロッパなどで活動。他にロンドンのクォンテルでプリントボックスの技術を学んだ経験もある。
1985年にアメリカに戻り、1988年からフリーランスのプロダクション・デザイナーとして活動。1992年からサバン・エンターテイメントに所属し、1998年まで同社の作品に参加する。

### ノミネート歴
- 2009年美術監督組合賞最優秀プロダクションデザイン賞テレビ映画・ミニシリーズ部門候補
  - 『ベン10 謎のチップを追え』[6][7]
  - 『ローンライダー』[6][7]

## 参加作品
特記の無い物に限り、プロダクション・デザイナーとしての参加。

### テレビドラマ
- パワーレンジャー Mighty Morphin Power Rangers(1992 - 1995)
- バーチャル戦士トゥルーパーズ VR Troopers(1994 - 1996)
- マスクド・ライダー Masked Rider(1995 - 1996)
- マイティ・モーフィン・エイリアンレンジャー Mighty Morphin Alien Rangers(1996)
- パワーレンジャー・ジオ Power Rangers Zeo(1996)
- ビッグ・バッド・ビートルボーグ Big Bad Beetleborgs(1996 - 1997) - プロダクション・デザイナー、スーパーバイジング・ビジュアルエフェクター
- パワーレンジャー・ターボ Power Rangers: Turbo(1997)※第16話まで
- ビートルボーグ・メタリックス Beetleborgs Metallix(1997 - 1998)
- The Dream Team(1999)
- State of Grace(2001 - 2002)
- CSI:マイアミ CSI: Miami(2008) - アディショナル・アートディレクター
- Warren the Ape(2010) - アートディレクター
- Twentysixmiles(2011)
- DIG/聖都の謎 Dig(2015) - アートディレクター

### テレビ映画
- スカイ・チェイサー Steal the Sky(1988) - アートディレクター
- Sexual Response(1992) - アートディレクター
- Chimp Lips Theater(1997)
- The Dream Team(1999)
- ベイビー・ベイビー 愛のキューピッド Bratty Babies(2001)
- サーベルタイガー Sabretooth(2002)
- A Christmas Carol(2003)
- Angel in the Family(2004)
- スケルトンマン 史上最悪の死神 Skeleton Man(2004)
- The Long Shot(2004)
- Thicker Than Water(2005)
- The Family Plan(2005)
- Fielder's Choice(2005)
- Back to You and Me(2005)
- I The Circle(2005)
- The Reading Room(2005)
- Meet the Santas(2005)
- Hidden Places(2006)
- ブラックホール 地球吸引 The Black Hole(2006)
- What I Did for Love(2006)
- Wild Hearts(2006)
- Love Is a Four Letter Word(2007)
- Jane Doe: Ties That Bind(2007)
- You've Got a Friend(2008)
- A Gunfighter's Pledge(2008)
- NAKED サバイバル・ゲーム Backwoods(2008)
- Jane Doe: Eye of the Beholder(2008)
- ローンライダー Lone Rider(2008)
- ベン10 謎のチップを追え Ben 10: Alien Swarm(2009)

### 映画
- デッドゾーン The Dead Zone(1983) - セット・デコレーター
- デルタ・フォース The Delta Force(1986) - アシスタント・プロダクション・デザイナー
- グローイング・アップ8/サマータイム・ブルース Summertime Blues: Lemon Popsicle 8(1988) - セット・デコレーター
- Nisuim Fiktiveem(1988)
- Red Riding Hood(1989) - セット・デコレーター
- カルテル/復讐の狼 Cartel(1990)
- デルタフォース2 Delta Force 2: The Colombian Connection(1990) - セット・デコレーター
- ダウン・ザ・ドレイン Down the Drain(1990)
- Legion of Iron(1990)
- タイムボンバー Timebomber(1991) - セット・デコレーター
- The Human Shield(1991) - アートディレクター
- 殺人病棟 Betrayal Of The Dove(1992)
- ハードトラック Sunset Grill(1993)
- パワーレンジャー・映画版 Mighty Morphin Power Rangers: The Movie(1995) - ロード・ゼッドの宮殿とアルファ5の基礎デザイン
- パワーレンジャー・ターボ・映画版・誕生!ターボパワー Turbo: A Power Rangers Movie(1997) - プロダクション・デザイナー、スペシャルフェクト・コスチューム・デザイナー
- Our Lips Are Sealed(2002) - プロダクション・デザイナー：アメリカ合衆国
- ラスティ! Rusty: A Dog's Tale(1998)
- Hollywood Palms(2001)
- MP3 Terminal Error(2002)
- Wasabi Tuna(2003)
- ツールボックス・マーダー Toolbox Murders(2004)
- Dynamite(2004)
- Aussie and Ted's Great Adventure(2009)
- The Chicago 8(2011)
- Baba Joon(2015)
- Fire Birds(2015) - プロダクション・デザイナー、アートディレクター
- Baba Joon(2015)
- The Treasure Across The River(206)
- Rebel(2016) - プロダクション・デザイナー、アートディレクター
- A New Spirit(2017) - アートディレクター
- Nerd Club: The Movie(2017) - アートディレクター
- Azimuth(2017)
- ベンジェンス -復讐の自省録- Acts of Vengeance(2017) - アートディレクター
- Marriage Material(2018) - アート・デパートメント・スーパーバイザー
- Sky Raiders(2019)
- Full Gas(2019)

### オリジナルビデオ
- Invasion of Privacy(1990)
- Mighty Morphin Power Rangers Alpha's Magical Christmas(1994)
- Mighty Morphin Power Rangers Karate Club(1994)
- Mighty Morphin Power Rangers Lord Zedd's Monster Heads(1995)
- Mighty Morphin Power Rangers The Good, the Bad, and the Stupid(1995)
- 新・ハウリング The Howling: Reborn(2011)
- The Hospital Window(2012)

### その他
- パワーレンジャー パイロット版 Mighty Morphin Power Rangers(1992)
- Warren the Ape(2010) - アートディレクター